# Almohadzi

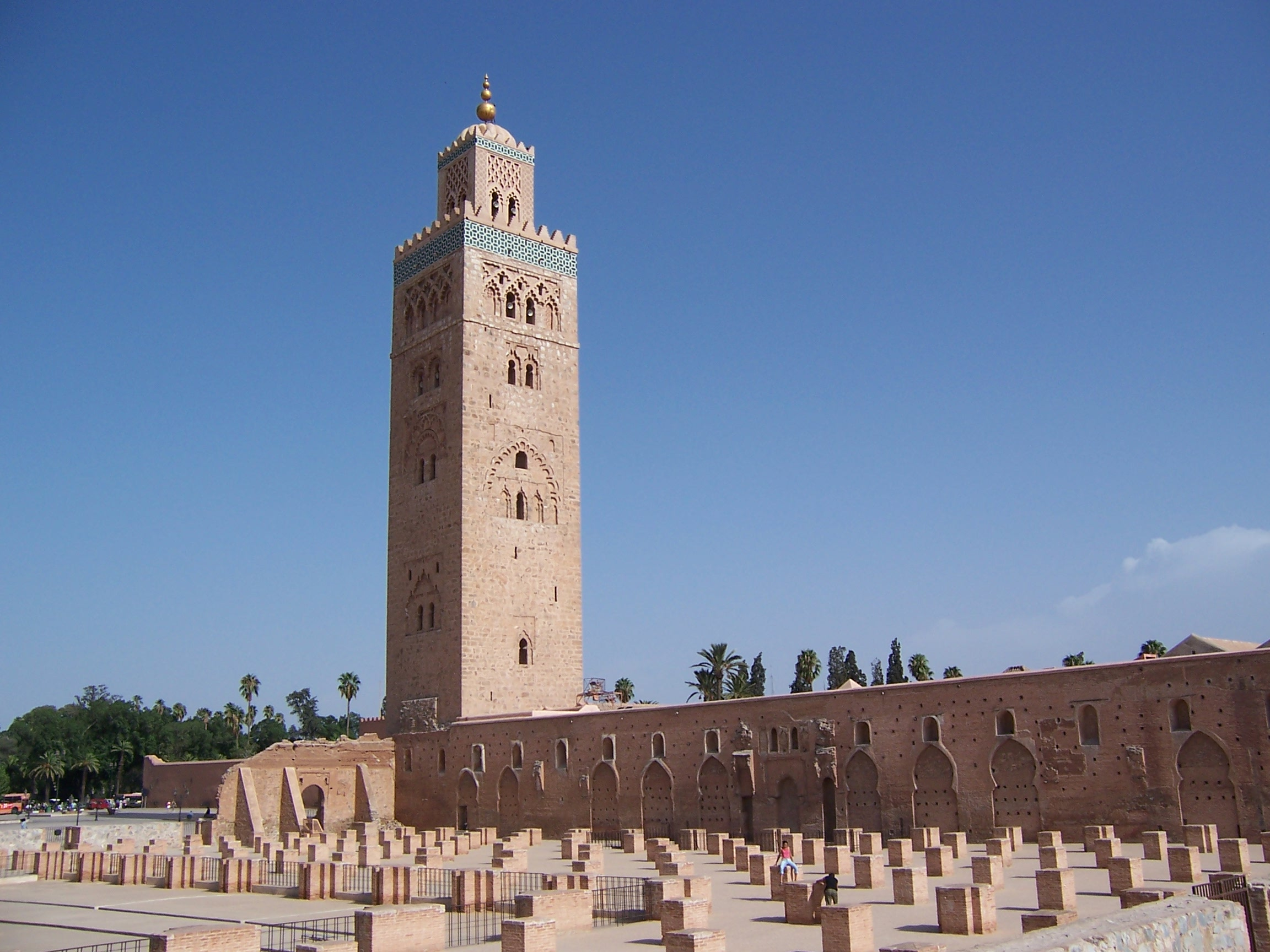
Kutubijja (Meczet Księgarzy) w Marrakeszu, stolicy Almohadów.

Almohadzi (arab. الموحدون al-Muwaḥḥidūn, dosłownie „monoteiści” lub „unitarianie”) – dynastia marokańska, pochodzenia berberyjskiego, panująca w Maghrebie i Andaluzji w XII i XIII wieku. Początkowo Almohadami nazywano jedynie zwolenników ścisłego rozumienia doktryny jedności Boga, szerzonej przez Muhammada ibn Tumarta – reformatora religijnego z XII wieku. Później nazwa ta przylgnęła do dynastii Muminidów, która objęła rządy w nowo powstałym państwie Almohadów. Pierwszym władcą dynastii (emirem i kalifem) był Abd al-Mumin ibn Ali, który od 1148 kontrolował całe Maroko.

## Muhammad ibn Tumart i narodziny ruchu
Twórcą ruchu Almohadów był Muhammad (Mohammed) ibn Tumart (ok. 1090–1128), Berber z górskich plemion Masmuda, zamieszkujących południowe Maroko. Był to człowiek dobrze wykształcony, który odwiedził dwa najważniejsze ówcześnie ośrodki islamskiej myśli filozoficznej: Kordobę i Damaszek. W drodze powrotnej zaczął głosić w różnych miastach Maghrebu improwizowane kazania, w których piętnował swobodę obyczajową i nawoływał do przywrócenia surowych zasad Koranu. W czasie tej wędrówki poznał Abd al-Mumina, syna garncarza, który stał się jego gorącym zwolennikiem, a w przyszłości pierwszym kalifem i założycielem dynastii.
Największą potęgą ówczesnego Maghrebu było państwo Almorawidów, ze stolicą w Marrakeszu. Obejmowało ono swym zasięgiem oprócz dzisiejszego Maroka także część Maghrebu Środkowego aż po Algier oraz muzułmańską Hiszpanię, czyli Al-Andalus. Imperium almorawidzkie powstało kilkadziesiąt lat wcześniej i zostało stworzone przez podobny Almohadom ruch odrodzenia religijnego, jako reakcja na upadek ortodoksji muzułmańskiej. Jednak surowy ruch Almorawidów po podboju Andaluzji i zetknięciu się tam z wyrafinowaną kulturą muzułmańskiej Kordoby, szybko porzucił swe ascetyczne i plemienne korzenie. Wywołało to niezadowolenie wśród wielu kręgów muzułmańskich Maroka. Na wieść o tym Ibn Tumart powrócił do swego rodzinnego plemienia i rozpoczął budowę nowego ruchu religijno-politycznego wśród górali Masmuda, ogłaszając się tam mahdim. Sułtanat Almorawidów stworzony został przez plemiona otwartych terenów, a regiony górskie pozostawały od niego w zasadzie niezależne. Jednak, gdy w ciągu trzech lat 1122–1125 Ibn Tumart zyskał rozgłos i zwolenników pośród plemion Masmuda w Atlasie Wysokim i Antyatlasie, ówczesny emir Ali ibn Jusuf skierował przeciw niemu swe wojska. Interwencja nie odniosła sukcesu wobec silnego oporu górali. Po tym wydarzeniu mahdi przeniósł się do obronnego Tinmelu - osady wśród najwyższych partii Atlasu. Tam zaczął tworzyć zalążki przyszłego państwa Almohadów. Najwierniejsi mu towarzysze utworzyli Radę Dziesięciu (dżemaa). Szerszą grupę stanowili przedstawiciele ośmiu głównych plemion masmudzkich tworząc Radę Czterdziestu. Połączone rady tworzyły Radę Pięćdziesięciu (ait chamsin). Organizacja ta była w zasadzie przeniesieniem instytucji plemiennych na szczebel państwowy i przetrwała później w Kalifacie Almohadów.

## Powstanie Kalifatu i podbój Maroka
Almorawidzi szybko dostrzegli zagrożenie, jakie stanowiły zjednoczone plemiona górskie. Ufortyfikowano Marrakesz i inne najważniejsze miasta i w roku 1127 lub 1129 Ali ibn Jusuf wysłał ponownie przeciw Almohadom swe wojska. Jednak gdy tylko armia ta wkroczyła w dolinę prowadzącą do Tinmelu, Almohadzi pod wodzą Abd al-Mumina zaatakowali ją i pokonali. Zwycięzcy oblegli wówczas Marrakesz, jednak po 40 dniach doszło do nagłej klęski górali podczas jednego z kontrataków z miasta. Zginął wówczas jeden z najważniejszych wodzów Almohadów, a zarazem pretendent do następstwa po mahdim – Abdullah al-Baszir. Gdy więc kilka miesięcy później zmarł Ibn Tumart, w rozgorzałym sporze o następstwo zwyciężył Abd al-Mumin, który wzorem Abbasydów ogłosił się następcą mahdiego czyli kalifem (1130).
Ze względu na silną jazdę, jaką dysponowali Almorawidzi (także najemną, chrześcijańską), nowy kalif rozpoczął podboje od terenów górskich. W latach 1131–1143 Almohadzi opanowali Atlas Średni wraz z Rifem, Antyatlas z Doliną Sus i całe południe Maroka. Odcięli w ten sposób Almorawidów od górskich kopalń miedzi i srebra, oraz od szlaków łączących Maroko ze złotonośnym obszarem Sudanu Zachodniego. Dopiero jednak śmierć emira Alego ibn Jusufa w roku 1143 i wywołane tym zamieszki umożliwiły ostateczne zwycięstwo nad Almorawidami. Nowy emir Marrakeszu, Taszfin (1143–1145) zginął w walce z Almohadami w pobliżu Oranu. Armia almohadzka obległa wówczas Fez, który jednak poddał się dopiero po dziewięciu miesiącach (1146). Ostatnim punktem oporu pozostał sam Marrakesz, który poddał się z braku żywności po 10 miesiącach, 23 marca 1147 r. Ponieważ Almohadzi prowadzili „świętą wojnę w imię Boga” (arab. dżihad fi sabil Allah), nie oszczędzano wrogów, mordując większość członków plemienia Lemtunów, z którego wywodzili się Almorawidzi. Zginął też ostatni emir starej dynastii, kilkunastoletni Iszak. Ostatnim etapem jednoczenia Maroka był podbój północnych, heretyckich plemion Berghwata, spokrewnionych z Masmudami, które nie uznawały do tej pory ani Almorawidów, ani Almohadów. Abd al-Mumin dokonał tego na przełomie 1148/1149 stając się pierwszym władcą w pełni zjednoczonego Maroka.

## Dalsze podboje: Andaluzja i Maghreb
Muzułmańska Hiszpania w chwili upadku Almorawidów zrzuciła ich zwierzchnictwo (1143–1145) i ponownie rozpadła się na szereg mniejszych królestw (taifa). Wykorzystali to chrześcijanie by wznowić rekonkwistę. Słabnący emirowie andaluzyjscy już w 1146 roku wezwali na pomoc Almohadów i wtedy po raz pierwszy oddziały Al-Mumina pojawiły się w Iberii. Jednak trwające jeszcze walki w Maroku oraz niechęć miejscowych wielmożów bojących się ponownego afrykańskiego jarzma „wyzwolicieli” kazały kalifowi wstrzymać działania w Europie. W rękach Almohadów znalazły się wówczas m.in. Sewilla i Badajoz. Dowódcy almohadzcy napotykali zresztą opór części muzułmanów, gdyż zachowywali się często bardziej jak zdobywcy niż sprzymierzeńcy. Skomplikowana sytuacja na półwyspie (walki dawnych dowódców almorawidzkich z lokalnymi władcami oraz interwencje królów Kastylii) utrudniała polityczne podporządkowanie tego obszaru. Gdy jednak wzmógł się nacisk chrześcijan, a muzułmanie przestali akceptować Alfonsa VII Kastylijskiego jako arbitra władców Al-Andalus, Almohadzi zdobyli Kordobę (1148). Wkrótce więc w ich rękach znalazły się niemal wszystkie terytoria muzułmańskiej Hiszpanii z wyjątkiem części wschodniej, gdzie niezależne pozostały emiraty Walencji i Murcji, wchodzące nieraz w sojusze z władcami chrześcijańskimi. Almohadzi opanowali je dopiero po 1172.
Po uregulowaniu spraw po drugiej stronie Gibraltaru, Abd al-Mumin zwrócił się teraz na wschód, w kierunku państwa Hammadydów. Władztwo to przeżywało wówczas kryzys, w związku z przejęciem przez Maroko znacznej część handlu saharyjskiego, oraz pojawieniem się arabskich Beduinów, którzy zburzyli zastany ład społeczno-gospodarczy podporządkowując sobie część osiadłych Berberów i zamieniając pola uprawne w pastwiska. Propagandowo wyprawa ta była traktowana, jako walka z niewiernymi. Słabnące bowiem państwa Maghrebu nie mogły się oprzeć ekspansji Normanów sycylijskich, którzy pod wodzą króla Rogera II zajęli w latach 1145–48 szereg miast w Ifrikiji (Tunezji). Wyprawa ruszyła w 1151. Bez walki zajęto Algier i Bidżaję, gdzie na sam widok almohadzkiej armii wrogie oddziały poszły w rozsypkę. Gdy wszystkie ziemie aż po Konstantynę uznały władzę kalifa, Abd al-Mumin zarządził powrót do Maroka. Jednak gdy syn władcy, który zdobył Al-Kalę, rozkazał tam ściąć jednego z arabskich szejków posiłkujących Hammadydów, wszystkie plemiona arabskie z Algierii i Tunezji – w obawie przed rosnącą potęgą Almohadów – postanowiły wystąpić przeciw kalifowi. Na wieść o koncentracji wojsk arabskich Abd al-Mumin wysłał silny korpus almohadzki, który w czterodniowej bitwie pod Satifem rozbił wojska beduińskie. W ręce Marokańczyków wpadł cały obóz koczowników wraz z kobietami i dziećmi. Kalif kazał przewieźć jeńców do Marrakeszu i oświadczył Arabom, że mogą tam się udać po ich odbiór. Oczywiście za cenę hołdu. Część Beduinów na stałe została jednak w Maroku stając się pierwszymi nieberberskimi mieszkańcami Maroka i rozpoczynając powolny proces arabizacji tego kraju. W przyszłości miało to negatywne konsekwencje dla spoistości państwa.
Ponowna wyprawa na wschód ruszyła w 1159 roku. Tym razem celem były bezpośrednio normandzkie posiadłości, które rozrosły się w międzyczasie i zaczęły zagrażać pozycji Almohadów w tym regionie. Tym razem plemiona arabskie nie stawiały już oporu. Dzięki temu już 20 stycznia 1160 roku Al-Mumin wkroczył do Al-Mahdijji, dawnej stolicy Fatymidów. Jednak dalsze podboje uniemożliwiły wieści docierające z Andaluzji, gdzie Ibn Mardanisz, emir Walencji, pobił pod Kordobą Marokańczyków i zajął szereg miast almohadzkich. Kalif postanowił wtedy skłonić Arabów do wyprawy na Andaluzję. Ci jednak odmówili i pamiętając ostatnią klęskę uciekli na pustynię. Dzięki fortelowi (pozorowany odwrót) Abd al-Mumin zdołał wciągnąć koczowników w pułapkę i wymusić kontyngenty na wojnę w Hiszpanii. Dzięki temu udało mu się umocnić swoją władzę od Tunezji po Hiszpanię.

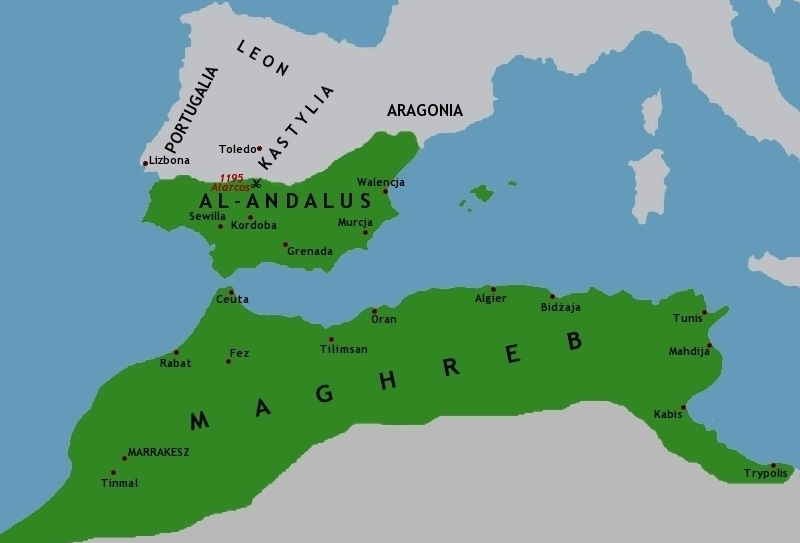
Maksymalny zasięg imperium Almohadów na początku XIII wieku.

## Organizacja kalifatu
Abd al-Mumin w ciągu 30 lat ciągłych podbojów wyrósł z lokalnego przywódcy religijnego ruchu na najsilniejszego władcę w północnej Afryce. Wykorzystując swoją pozycję wśród Almohadów oraz opierając się na sile wojskowej sprowadzonych do kraju niezależnych od nich Arabów, ogłosił w 1154 roku dziedziczność godności kalifa we własnym rodzie. W ten sposób obalił zasadę Ibn Tumarta, zgodnie z którą kalifem zostawał najgodniejszy z Almohadów. Przeciwko tej decyzji zbuntowali się tylko dwaj bracia zmarłego mahdiego, ale zostali pokonani i ścięci. Inną zmianą było ogłoszenie się przez Al-Mumina Władcą Wiernych, a więc kalifem (następcą) nie tyle samego mahdiego, ale i Proroka Mahometa. Było to ważne posunięcie, gdyż podnosiło prestiż władcy wśród sunnitów – przeważającego nurtu islamu. Ibn Tumart bowiem nawiązując do szyickiej tradycji i obwołując się mahdim chciał pozyskać sobie słabo wówczas zislamizowane plemiona górskie. Jednak w powstałym przez podboje wielkim imperium Abd al-Mumin musiał uzyskać wśród innych władców muzułmańskich poparcie i autorytet niezbędny do rządzenia. Centralizację władzy uwieńczyła wielka reforma podatkowa, jakiej dokonano po spisie katastralnym z 1159 roku, pierwszym na tych ziemiach od czasów rzymskich. Kalif zachował wprawdzie dawne instytucje Rady Dziesięciu i Czterdziestu, ale miały one tylko fasadowy charakter.

## Apogeum potęgi Almohadów
Właściwy twórca potęgi Almohadów, Abd al-Mumin zmarł w maju 1163 roku na swego następcę wyznaczając (z pominięciem syna pierworodnego) Abu Jakuba Jusufa (1163–1184). Nowy władca musiał jednak walczyć nie tylko ze starszym bratem i odśrodkowymi dążeniami podbitych plemion berberskich, ale także z częścią elity almohadzkiej, która nie pogodziła się do końca z dziedzicznością kalifatu. Rozległe terytoria podlegające jego władzy i trudności terenowe utrudniały szybką pacyfikację. Dopiero w 1168 roku władca zdołał z pomocą sprowadzonych z Tunezji Arabów stłumić opozycję i ogłosić się kalifem. Wkrótce po tym przerzucił oddziały arabskie do Hiszpanii, gdzie w końcu pokonano emira Ibn Mardanisza, w wyniku czego Almohadzi uzyskali pełnię władzy nad całą muzułmańską Iberią (1172). Zaangażowanie kalifa w Hiszpanii wykorzystali Arabowie z Ifrikiji, którzy z pomocą przybyłych tam plemion tureckich zdobyli Trypolis i Kafsę. Ożywiło to nadzieje potomków lokalnych władców berberskich na powrót do władzy. Abu Jakub Jusuf zawarł więc rozejm z ówczesnym wodzem rekonkwisty, królem Leónu, Alfonsem IX i ruszył na wschód, gdzie w 1180 roku pokonał Arabów zdobywając Kafsę. Wzorem ojca przesiedlił karnie część plemion do Maroka. Ludność tę wykorzystał później do walki z chrześcijanami, kiedy Kastylijczycy zerwali rozejm. Właśnie w czasie tych walk kalif zmarł nagle 22 lipca 1184 roku pod murami miasta Santarém w Portugalii.
Nowym kalifem ogłoszony został syn zmarłego, energiczny Abu Jusuf Jakub (1184–1199). Musiał on jednak walczyć z opozycją we własnej rodzinie, a to ze względu na sprzeczne w świecie muzułmańskim zasady dziedziczenia. Starym zwyczajem arabskim było ogłaszanie władcą najstarszego członka z rodu. Kolidowało to z tendencją przechodzenia władzy w linii prostej – z ojca na syna. Walki wśród Almohadów wykorzystali ich odwieczni wrogowie – Almorawidzi, których ostatnim bastionem pozostawały Baleary. Dokonali stamtąd inwazji na Maghreb i wykorzystując zdradę plemion arabskich pokonali garnizony Almohadów. W ciągu dwóch lat opanowali Tunezję i Maghreb Środkowy aż po Algier. Dopiero w roku 1187 Abu Jusuf Jakub pokonał Almorawidów oraz ich arabskich i tureckich sprzymierzeńców na równinie Al-Hama. Później musiał jednak wracać do Andaluzji, gdzie wojska chrześcijan odnosiły coraz większe sukcesy. Spowodowało to szybką utratę pozycji na wschodzie, gdzie znowu rozgorzały walki.

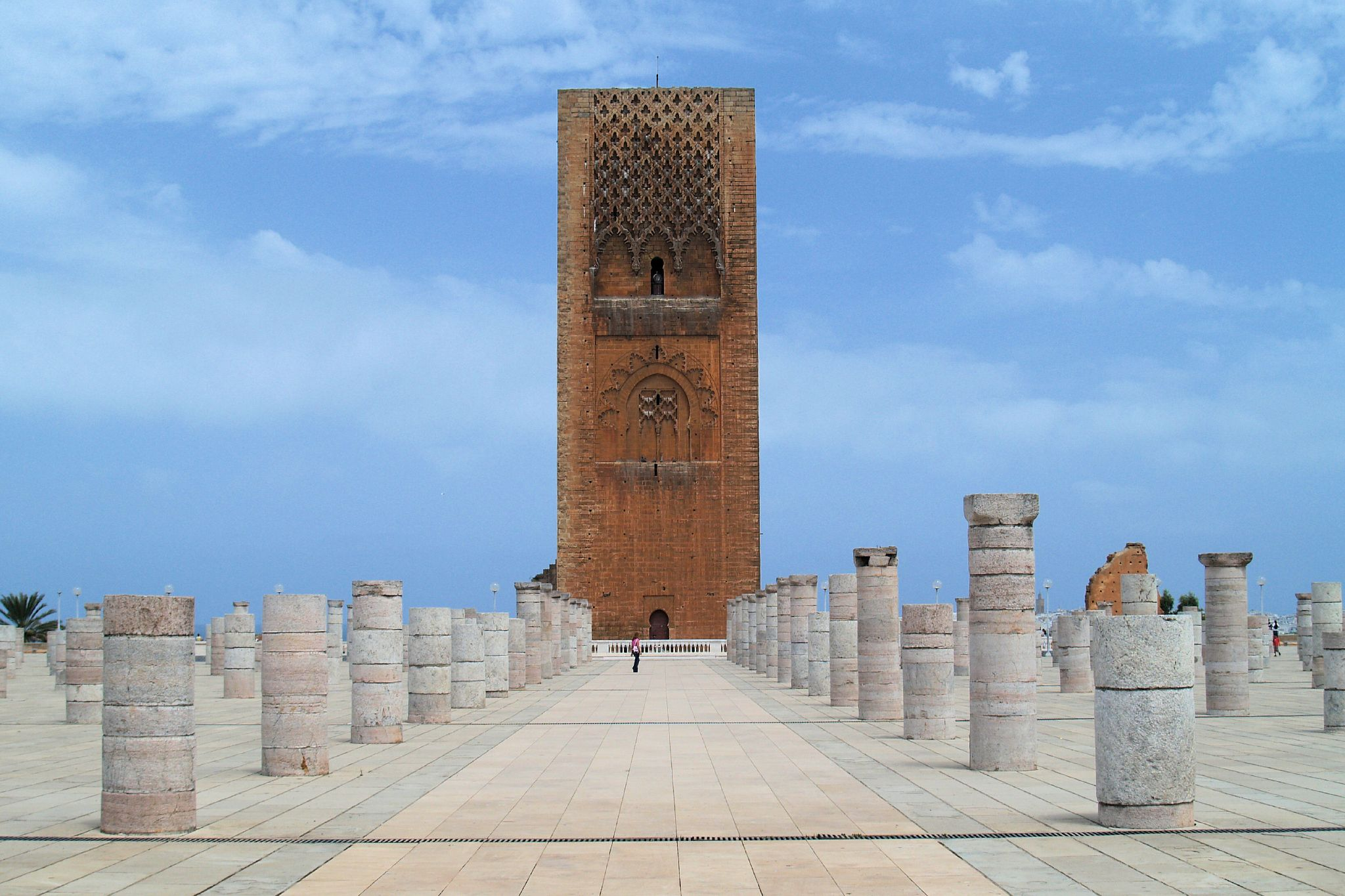
Ruiny „Meczetu Hassana”, największego w zachodnim świecie islamu. Fundatorem tej niedokończonej budowli był kalif Jakub Jusuf al-Mansur.

W latach siedemdziesiątych i osiemdziesiątych XII wieku rekonkwista nabrała rozmachu. Jednak tarcia w łonie koalicji chrześcijańskiej pozwoliły wkrótce Almohadom odzyskać część utraconych pozycji. W 1191 roku odzyskano ufortyfikowane miasto Silves w Portugalii. Osamotniony król Kastylii Alfons VIII poniósł ostateczną klęskę z rąk kalifa w wielkiej bitwie pod Alarcos 18 lipca 1195 roku. Jakub Jusuf przybrał wtedy prestiżowy przydomek al-Mansur (Zwycięski). Było to ostatnie tak znaczące zwycięstwo Marokańczyków w Europie. Rekonkwista raz jeszcze, choć tylko na lat kilkanaście, została wstrzymana.

## Las Navas de Tolosa
Zobacz więcej w osobnym artykule: Bitwa pod Las Navas de Tolosa.
Jakub Jusuf al-Mansur zmarł już 4 lata po swoim największym triumfie. Władzę przejął jego syn Muhammad an-Nasir (1199–1213). Zwycięstwo nad chrześcijanami wydawało się ugruntowane, nowy kalif postanowił więc ostatecznie rozprawić się z Almorawidami, którzy ponownie usadowili się w Tunezji. Flota almohadzka zajęła w 1203 roku almorawidzkie dotąd Baleary, a następnie kolejno zdobyto Tunis, Al-Mahdijję i cały kraj (1204–1205). Aby zaś skutecznie utrzymać tę odległą prowincję, An-Nasir powierzył zarząd nad Ifrikiją Abu Muhammadowi, który później założył w Tunezji drugą almohadzką dynastię rządzącą tym krajem aż do połowy XVI wieku. Zabezpieczenie wschodnich granic imperium było o tyle ważne, że chrześcijanie w Hiszpanii, będąc pod wrażeniem ostatniej klęski, postanowili się znów zjednoczyć przeciw muzułmanom. Ogłoszenie przez Innocentego III nowej krucjaty, napływ krzyżowców z Europy i powszechna zgoda królów hiszpańskich zaalarmowały Marokańczyków. Mając jednak zabezpieczone pozostałe granice kalif mógł teraz przeciwstawić się chrześcijanom całą swoją potęgą. Przez 56 dni armia marokańska przeprawiała się przez Cieśninę Gibraltarską, by ostatecznie stanąć w Andaluzji 11 kwietnia 1211 r. Po przeprawieniu się przez Gwadalkiwir wojska almohadzkie obległy zamek Salvatierra opanowany od 1198 przez zakon rycerski Calatrava. Był to ważny punkt zamykający drogę ku Toledo we wnętrzu Kastylii. Twierdza broniła się przez osiem miesięcy, a zima i głód negatywnie odbijały się na morale armii. Zanim zamek wreszcie poddał się 6 maja 1212 roku, chrześcijanie zdążyli zdobyć leżący dalej na północ muzułmański bastion Kalaat Raaba. W ten sposób zablokowano drogę do wnętrza Kastylii. Kalif cofnął swoją armię do Sierra Morena, gdzie 16 lipca 1212 doszło do wielkiej bitwy pod Las Navas de Tolosa. Po stronie chrześcijańskiej oprócz krzyżowców przybyłych z Europy walczyły połączone siły królów Kastylii, Nawarry i Aragonii, pod wspólnym dowództwem Alfonsa VIII Kastylijskiego. Mimo zaciekłego oporu pieszych wojsk berberskich i oskrzydlającego ataku muzułmańskiej jazdy, w końcu ciężkozbrojna jazda chrześcijańska przełamała szyki muzułmańskie. Muhammad an-Nasir ratował się ucieczką. Alfons, chcąc zmazać hańbę klęski pod Alarcos, rozkazał zabijać wszystkich i nie brać jeńców. Znaczna część marokańskiej armii została fizycznie unicestwiona. Kalif powrócił do Maroka i w rok później abdykował na rzecz 16-letniego syna, zwanego Al-Mustansirem (1213–1224). Sam zmarł wkrótce w niewyjaśnionych okolicznościach.

## Kryzys
Skutki klęski pod Las Navas de Tolosa już wkrótce dały o sobie znać w całym państwie. O ile zarządzana przez Abu Muhammada Ifrikija pozostawała spokojna, o tyle zbuntowały się plemiona ze Środkowego Maghrebu (dzisiejsza Algieria). Młody władca, który przybrał imię Abu Jakub Jusuf II, bardziej niż sprawami państwa interesował się korridą. Przypłacił to zresztą życiem, zabity przez rozjuszonego byka w 1224 roku. Tymczasem dowódcy almohadzcy usiłowali ratować sytuację w Hiszpanii, co jednak nie było możliwe ze względu na niskie morale armii – nad rzeką Sado w 1217 roku marokańskie wojska uciekły na sam widok nieprzyjaciela. Po śmierci Abu Muhammada w 1222 roku, kryzys wkradł się i do Tunezji. Dodatkowym przeciwnikiem były klęski głodu, które z powodu suszy kilkukrotnie nawiedziły ziemie Maroka w latach dwudziestych XIII wieku.
Po nagłej śmierci Jusufa II, sułtanem obrano najstarszego z Muminidów, jedynego żyjącego syna Al-Mansura Abd al-Wahida I (8 stycznia 1224). Nie utrzymał się on jednak długo na tronie, gdyż po władzę równocześnie sięgnął stryj zmarłego kalifa, przebywający wówczas w Sewilli Abdullah al-Adil. Wahid abdykował już w sierpniu, a później został powieszony. Był to pierwszy zamordowany władca almohadzki. Już jednak we wrześniu 1227 roku dowodzący wojskami w Andaluzji brat kalifa Abu al-Ula Idris al-Mamun zbuntował się i wezwał marrakeszańskich możnych almohadzkich do obalenia prawowitego kalifa. 5 października Al-Adil został utopiony w basenie. Jednak możni, obawiając się energicznego Al-Mamuna, obrali sułtanem jego bratanka, młodego Jahję ibn Nasira. Rozwścieczony Idris oddał kilka przygranicznych zamków królowi Kastylii Ferdynandowi III za cenę posiłków, z którymi wylądował w Maroku. Stało się to przyczyną buntu Andaluzyjczyków, a w konsekwencji obalenia władzy Almohadów, którzy nie bronili już muzułmanów przed ofensywą chrześcijan. W tym samym czasie secesję ogłosiła Tunezja, powoli też oddzielał się od Maroka nowy sułtanat w Tilimsanie. Idris, dzięki sojuszowi z plemionami arabskimi i zdradzie wezyra pokonał Jahję, który uciekł do Tinmelu, kolebki Almohadów. Nowy kalif, jako Idris I, rozpoczął walkę z almohadzkimi przesądami i kultem mahdiego Tumarta, nakazując powrót do czystego sunnizmu. Jednocześnie jego straż chrześcijańska rozpoczęła w Marrakeszu budowę kościoła – był to jeden z warunków pomocy króla Kastylii. Nie przysporzyło mu to zwolenników. Wkrótce kalif zaatakował swego kuzyna w Tinmelu. I choć Jahja zdołał uciec, wielu notabli almohadzkich poniosło śmierć, a kalif „narodowej” berberskiej dynastii oparł swoją władzę na Arabach i najemnikach chrześcijańskich.

Idris zmarł w 1232 roku, a kalifem obwołano jego syna Abd al-Wahida ar-Raszida. Inne szczepy arabskie poparły jednak Jahję, który na krótko opanował nawet stołeczny Marrakesz, wkrótce jednak musiał uciekać na Saharę. Zwycięski Al-Wahid II nie chciał jednak być tylko narzędziem koczowników arabskich, rozkazał więc zgładzić ich 25 najznaczniejszych wodzów. Wybuchł otwarty bunt, a Arabowie wezwali Jahję, którego popierali też możni almohadzcy. Kalif musiał ratować się ucieczką, a Jahja już po raz trzeci wkroczył do Marrakeszu. Al-Wahid zdobył jednak poparcie i pieniądze od mieszczan Fezu, dzięki czemu przekupił część Arabów. W 1236 roku Al-Wahid ponownie ruszył na południe, rozgromił pozostałych przeciwników i wkroczył do Marrakeszu. Zginął tam także opuszczony przez wszystkich zaledwie dwudziestoletni wówczas Jahja. 

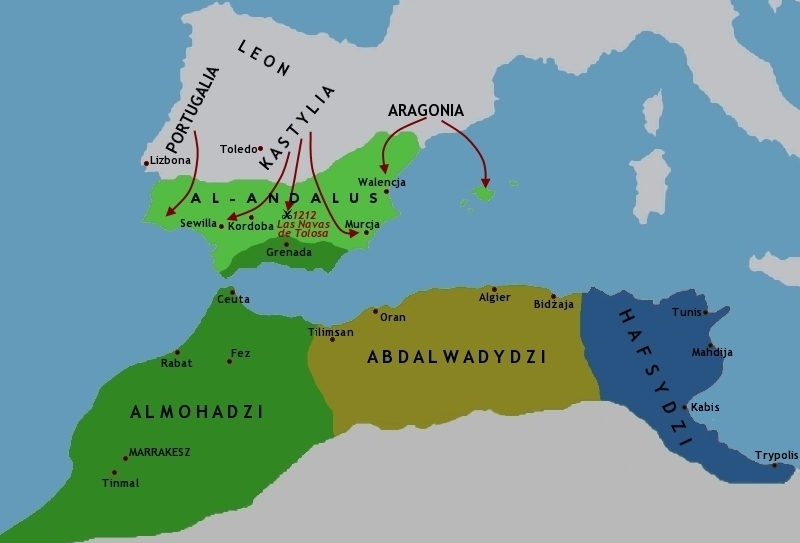
Rozpad państwa Almohadów po 1212 roku. Kolorem jasnozielonym oznaczone zostały obszary opanowane do połowy XIII wieku przez chrześcijan.

## Schyłek dynastii
Po pokonaniu przeciwników Abd al-Wahid II w 1238 roku odzyskał zwierzchnictwo nad Sewillą i Grenadą. Przez kilka następnych lat panował pokój, jednak pod władzą Almohadów pozostał tylko skrawek dawnej Andaluzji i Maroko, choć też niecałe, bo na północy część koczowniczych plemion pod wodzą Marynidów nie uznawało już zwierzchności kalifa. W latach 1237–38 nawiedził te kraje głód i epidemia dżumy.
Po śmierci Al-Wahida (1242) nowym kalifem został jego brat, Ali as-Said (1242–48). Korzystając z okresu spokoju i wzmocnienia państwa postanowił on usunąć z kraju uciążliwych koczowników marynidzkich. W 1244 zdołał pokonać ich koło Fezu i wyrzucić z granic Maroka. Marynidzi powrócili jednak już w następnym roku i po zawarciu sojuszu z emirem Tilimsanu uznali formalnie zwierzchnictwo almohadzkiej dynastii z Tunezji i zajęli Meknes. As-Said podjął wówczas próbę ostatecznego pokonania koczowników i umocnienia władzy Almohadów w całym Maghrebie. W 1248 roku zebrał wielką armię i ruszył na wschód. Marynidzi wycofali się z Meknesu poza granice Maroka. Gdy jednak almohadzki kalif wkroczył na terytoria Tilimsanu, wpadł w zasadzkę i został zamordowany. Pozbawiona dowództwa armia rozpoczęła odwrót. Chaos i zdrada straży tureckiej oraz wojsk najemnych stały się przyczyną ciężkiej klęski Almohadów w walce z Marynidami pod Karsifem. 20 sierpnia 1248 r. emir marynidzki Abu Jahja Abu Bakr wkroczył do Fezu, wkrótce zaś opanował całe północne Maroko, ogłaszając się sułtanem.
W tym czasie w Marrakeszu ogłoszono kalifem Umara al-Murtadę (1248–1266), który w 1255 roku bezskutecznie próbował odzyskać Fez. Od kiedy zaś Marynidzi oblegli w 1262 Marrakesz, musiał płacić im trybut. Słabnącą pozycję almohadzkiego władcy dodatkowo podkreślił fakt ogłoszenia kalifatu w Tunezji (1253), który wobec zdobycia i zniszczenia Bagdadu przez Mongołów w 1258 roku został uznany przez wiele krajów muzułmańskich, w tym Andaluzję. Mimo krytycznej sytuacji nie zanikły walki o władzę w obrębie samej dynastii. Przeciw kalifowi wystąpił jego kuzyn Idris II, zwany Abu Debbus (człowiek z buzdyganem). Z pomocą Marynidów w 1266 roku obalił on kalifa, po czym kazał go stracić i wbrew obietnicom złożonym Marynidom sam ogłosił się jego następcą. Sułtan Fezu ruszył wówczas na południe i w 1269 roku zajął Marrakesz, kładąc kres dynastii Almohadów.

## Społeczeństwo i gospodarka doby almohadzkiej
Chociaż muzułmański podbój Maghrebu nastąpił już kilka wieków wcześniej, pełnej islamizacji regionu dokonali dopiero Almohadzi. Włączyli oni do swojego państwa dotychczas luźno tylko z nim związane plemiona górskie, które wprawdzie nominalnie wyznawały Proroka, w zasadzie jednak kultywowały stare wierzenia. Mimo podboju arabskiego w VIII wieku ludność Maghrebu była wciąż niemal całkowicie berberska. Podobnie berberskiego pochodzenia byli w znakomitej większości zdobywcy Al-Andalus. Jednak to właśnie na czasy rodzimej dynastii Almohadów datuje się pojawienie się w tym regionie pierwszych plemion arabskich. Beduini wkroczyli wówczas do Tunezji (Ifrikiji) i wschodniej Algierii, a po interwencjach Almohadów część z nich przesiedlona została do Maroka i na stałe wpisała się w krajobraz etniczny tego kraju. Europejską część imperium zamieszkiwali także chrześcijanie, potomkowie dawnych Wizygotów i Iberorzymian. Wraz jednak z postępem rekonkwisty i kurczeniem się terytoriów muzułmańskich ludność ta emigrowała na północ, podczas gdy muzułmanie wycofywali się na południe, co powoli powodowało rozejście się tych dwóch społeczności. Chrześcijanie byli też obecni w samym Maroku, jednak nie jako autochtoni, a najemni żołnierze, którymi chętnie posługiwali się już Almorawidzi, a później i słabnący kalifowie Almohadów. Najemnicy na tyle trwale wpisali się w krajobraz Maroka, że papież Honoriusz III w 1226 roku ustanowił dla nich biskupstwo w Marrakeszu. Kalifowie posługiwali się chrześcijanami nie tylko ze względu na ich wartość bojową (Berberowie nie wystawiali ciężkiej jazdy), ale przede wszystkim z uwagi na ich niezależność od plemiennych i religijnych zaburzeń, jakie wstrząsały imperium w jego schyłkowej fazie. Pewien procent ludności miejskiej stanowili także Żydzi, obecni na tych ziemiach od czasów punickich i rzymskich. Wiadomo też, że w bitwie pod Las Navas de Tolosa kalif posiadał murzyńską gwardię, a więc obecni byli w Maroku także niewolnicy z Czarnej Afryki.
Podstawą gospodarki, podobnie jak w wiekach poprzednich i późniejszych pozostawało rolnictwo i hodowla. Ziemie uprawne rozwijały się głównie wokół miast i na nizinach nadatlantyckich. Tereny górzyste i podgórskie zajmowały pastwiska. Pojawienie się arabskich koczowników spowodowało zwiększenie areału pastwisk kosztem upraw, ale w czasach almohadzkich zjawisko to nie miało jeszcze masowego i niszczycielskiego charakteru. Uprawa roli znacznie lepiej rozwinięta była w europejskiej części imperium, gdzie ze względu na mniejszy niż w Maroku areał, ale też i lepsze warunki klimatyczne rozwijała się uprawa intensywna i sadownictwo. Później jednak gospodarka tych ziem mocno ucierpiała w wyniku postępujących najazdów chrześcijan i tylko osłonięta przez Góry Betyckie Grenada zachowała swoją kwitnącą gospodarkę. Ziemie Maghrebu zaś, po latach rozwoju w XII wieku, mocno ucierpiały w pierwszej połowie następnego stulecia w wyniku cyklicznie powtarzających się susz. Proces pustynnienia wywołany zmianami klimatu i wycinaniem lasów nie następował jeszcze jednak tak gwałtownie, jak od początku XVIII wieku. Od czasów zaś podboju muzułmańskiego rozpoczął się rozwój górnictwa w górach Antyatlasu i Atlasu Średniego. Pierwszy okres rozkwitu tego rzemiosła przypadł właśnie na XII i XIII wiek. Wydobywano miedź, ołów, srebro, a w mniejszym stopniu także żelazo. Oprócz miast górniczych rozwijających się wokół kopalń, tylko dwa miasta Maroka były wówczas liczącymi się ośrodkami rzemieślniczymi: stołeczny Marrakesz i największe miasto tego kraju, liczący prawdopodobnie ok. 50 tys. mieszkańców Fez. Inaczej wyglądała sytuacja w podbitej Andaluzji, gdzie było wiele kwitnących ośrodków miejskich z Kordobą, Sewillą, Grenadą i Walencją na czele. Almohadzi posiadali też silną flotę, która musiała łączyć odległe części imperium. Maroko było wówczas liczącym się w świecie partnerem handlowym, pośredniczącym w handlu sudańskim złotem. W dobie wypraw krzyżowych Almohadzi nie wstrzymali kontaktów handlowych z chrześcijańską Europą i zawierali liczne traktaty handlowe z miastami włoskimi: Genuą, Pizą czy Wenecją. Głównym portem handlowym była śródziemnomorska Ceuta.

## Kultura, nauka i sztuka
Epoka Almohadów była obok okresu wielkiej ekspansji terytorialnej również „złotym wiekiem” dla rozwoju marokańskiej kultury. Wprawdzie surowe nauki Ibn Tumarta potępiały takie „ekstrawagancje” jak muzyka, ale w odróżnieniu od czasów Almorawidów tekst Koranu traktowano wówczas bardziej metaforycznie, co pozwoliło na rozwój teologii i filozofii, zwalczanych przez poprzedników. Kalifowie chętnie otaczali się ludźmi nauki, sami też nieraz prowadzili dysputy teologiczne. Z dworem almohadzkim związanych było kilka głośnych nazwisk z dziedziny filozofii i medycyny. Co charakterystyczne, wszyscy oni pochodzili z Al-Andalus, uważanego za region zepsuty moralnie. Abu Marwan Abd al-Malik ibn Zuhr (1091–1162, w Europie znany pod łacińskim imieniem Avenzoar) był specjalistą od diety i świerzbu, autorem kilku prac naukowych. Został nadwornym medykiem i zarazem wezyrem kalifa Abd al-Mumina. Podobne funkcje na dworze jego następcy sprawował filozof Abu Bakr Muhammad ibn Tufajl (1110–1185, łac. Abubacer), który podkreślał istotę poznania racjonalnego, stawiając je ponad prawdę objawioną, co było na owe czasy rewolucyjne.

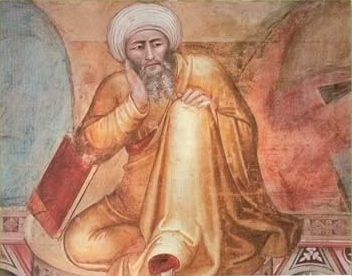
To właśnie Awerroes „przywrócił” Europie dziedzictwo Arystotelesa. Jego komentarze do dzieł sławnego filozofa powstały na zlecenie ówczesnego następcy tronu Abu Jakuba Jusufa.

Najsłynniejszym zaś gościem dworu marrakeszańskiego był pochodzący z Kordoby Muhammad ibn Ahmad ibn Ruszd (1126–1198, łac. Averroes), który podkreślał materialną istotę świata. Jego rewolucyjne nauki zostały jednak źle odebrane przez ortodoksyjnych muzułmanów i mimo poparcia kalifa skazano go za herezję na czasowe zesłanie. Jego dzieła filozoficzne zostały natomiast spalone. Wiek później, gdy jego dzieła przetłumaczono na łacinę, także Kościół katolicki uznał awerroizm za herezję.
W architekturze owego czasu nastała era monumentalnych, choć dość surowych budowli, przypominająca swym rozmachem europejski gotyk. Ruch budowlany wzmógł się wtedy znacznie, zwłaszcza, że Almohadzi zwalczając doktrynę almorawidzką burzyli też ich meczety jako niezgodne z ich własną koncepcją islamu. Meczety Almohadów należą do największych, jakie wznoszono kiedykolwiek w zachodnim świecie muzułmańskim, były też naśladowane w późniejszych epokach. Meczet Dżami al-Kutubijjin w Marrakeszu ma 92 na 66 m., zaś tzw. „Meczet Hassana” w Rabacie miał mieć wymiary 184 na 140 m. (pow. 2,5 ha), jednak nigdy nie został ukończony – jego budowę przerwała śmierć fundatora, kalifa Al-Mansura w 1199 roku. Charakterystyczne dla tych świątyń były potężne minarety na planie kwadratu, których szerokość miała 1/5 wysokości. Największy rozkwit budownictwo almohadzkie przeżywało za panowania trzeciego z kolei kalifa, Jakuba Jusufa al-Mansura, który oprócz wspomnianego meczetu w Rabacie postanowił zbudować w tym mieście nową stolicę. Jego zamierzenia nie zostały jednak zrealizowane. Oprócz budowli sakralnych powstało wówczas wiele fortyfikacji, pałaców i ogrodów (zwałaszcza w Marrakeszu). Ornamentyka początkowo bardzo uboga, ze względu na programowe potępienie zbytku przez doktrynę almohadzką, stała się pod wpływem sztuki andaluzyjskiej bardziej ozdobna, choć zachowała umiar.

## Władcy dynastii
- Abd al-Mumin ibn Ali (1145–1163)
- Abu Jakub Jusuf I (1163–1184)
- Abu Jusuf Jakub al-Mansur (1184–1199)
- Muhammad an-Nasir (1199–1213)
- Abu Jakub Jusuf II (1213–1224)
- Abd al-Wahid I (1224)
- Abdullah al-Adil (1224–1227)
- Jahja al-Mutasim (1227–1229)
- Idris I (1227–1232) – do 1229 tylko w Andaluzji
- Abd al-Wahid II (1232–1242)
- Ali as-Said (1242–1248) – od 1245 roku tylko w części Maroka
- Umar al-Murtada (1248–1266) – tylko w południowym Maroku
- Idris II (1266–1269) – tylko w południowym Maroku